# Fűnyíróelv
A fűnyíróelv a gazdasági életben elterjedt zsargon jellegű kifejezés, amelyet általában kritikusan alkalmaznak létszám-, termelési vagy egyéb korlátozások, megszorítások jellemzésére.
A kifejezés  vélhetően a fűnyíró működésének arra a jellemzőjére utal, hogy az minden egyes fűszálat azonos magasságúra vág.
A kifejezéssel jelzett gondolkodásmód a tizedelés ősi hagyományán nyugszik. Tizedelést már Tarquinius Superbus is elrendelt az ókori Rómában a szenátorok között.
A fűnyíróelv kifejezi, hogy az adott döntés/elképzelés nem szakmai vagy más racionális elven alapul, hanem az érintett halmaz minden egyes tagjának egyenlő mértékű/egyenlő mértékre való csökkentésén (pl. a létszámleépítés vagy a költségvetési megszorítás legegyszerűbb módja, amely minden egyes szervezeti egységből azonos számú dolgozót, illetve összeget érint stb.).